# Strong (canção de One Direction)
"Strong" é uma canção da boy band inglesa-irlandesa One Direction gravada para o terceiro álbum de estúdio da banda, Midnight Memories (2013). Foi composta pelo membro Louis Tomlinson juntamente de Jamie Scott, John Ryan e Julian Bunetta, enquanto a produção ficou a cargo dos dois últimos. A canção foi lançada como segundo single promocional do álbum em 20 de novembro de 2013 através da Syco Music e Columbia Records. Após o lançamento, a canção entrou nas tabelas musicais da Nova Zelândia, Áustria e Canadá nas posições 1, 15 e 44, respectivamente.

## Antecedentes e lançamento
Em uma entrevista concedida à MTV News, Julian Bunetta disse, "Nós entramos nessa discussão sobre como quando você diz a alguém como "Eu preciso de você, eu te amo e eu preciso de você porque você me faz forte," essencialmente você pode assustar alguém. É pressão, para que as pessoas só tipo fujam disso. Então, isso é o que a letra é", lembrou Bunetta, que também ajudou a produzir músicas do álbum."
Em 18 de novembro, "Strong" foi uma das três faixas, junto com "Diana" e "Midnight Memories", a ser lançada antes do álbum, que foi lançado na semana seguinte.

## Desempenho nas tabelas musicais
"Strong" atingiu a topo da tabela musical Official New Zealand Music Chart, tornando-se a terceira canção da banda a atingir o topo da parada, depois de "Live While We're Young" (2012) e "Story of My Life" (2013). Também atingiu o número 48 na UK Singles Chart, número 87 na Billboard Hot 100 e 44 na Canadian Hot 100.

### Posições
| Tabela musical (2013)              | Melhor posição |
| ---------------------------------- | -------------- |
| Alemanha (Media Control Charts)    | 24             |
| Áustria (Ö3 Austria Top 40)        | 15             |
| Bélgica (Ultratop 50 de Flandres)  | 6              |
| Bélgica (Ultratop 50 da Valônia)   | 9              |
| Canadá (Canadian Hot 100)          | 44             |
| Dinamarca (Tracklisten)            | 3              |
| Espanha (PROMUSICAE)               | 6              |
| Estados Unidos (Billboard Hot 100) | 87             |
| França (SNEP)                      | 15             |
| Hungria (Single Top 40)            | 7              |
| Irlanda (IRMA)                     | 22             |
| Itália (FIMI)                      | 8              |
| Países Baixos (Single Top 100)     | 6              |
| Nova Zelândia (Recorded Music NZ)  | 1              |
| Reino Unido (UK Singles Chart)     | 48             |